# Jesse Metcalfe

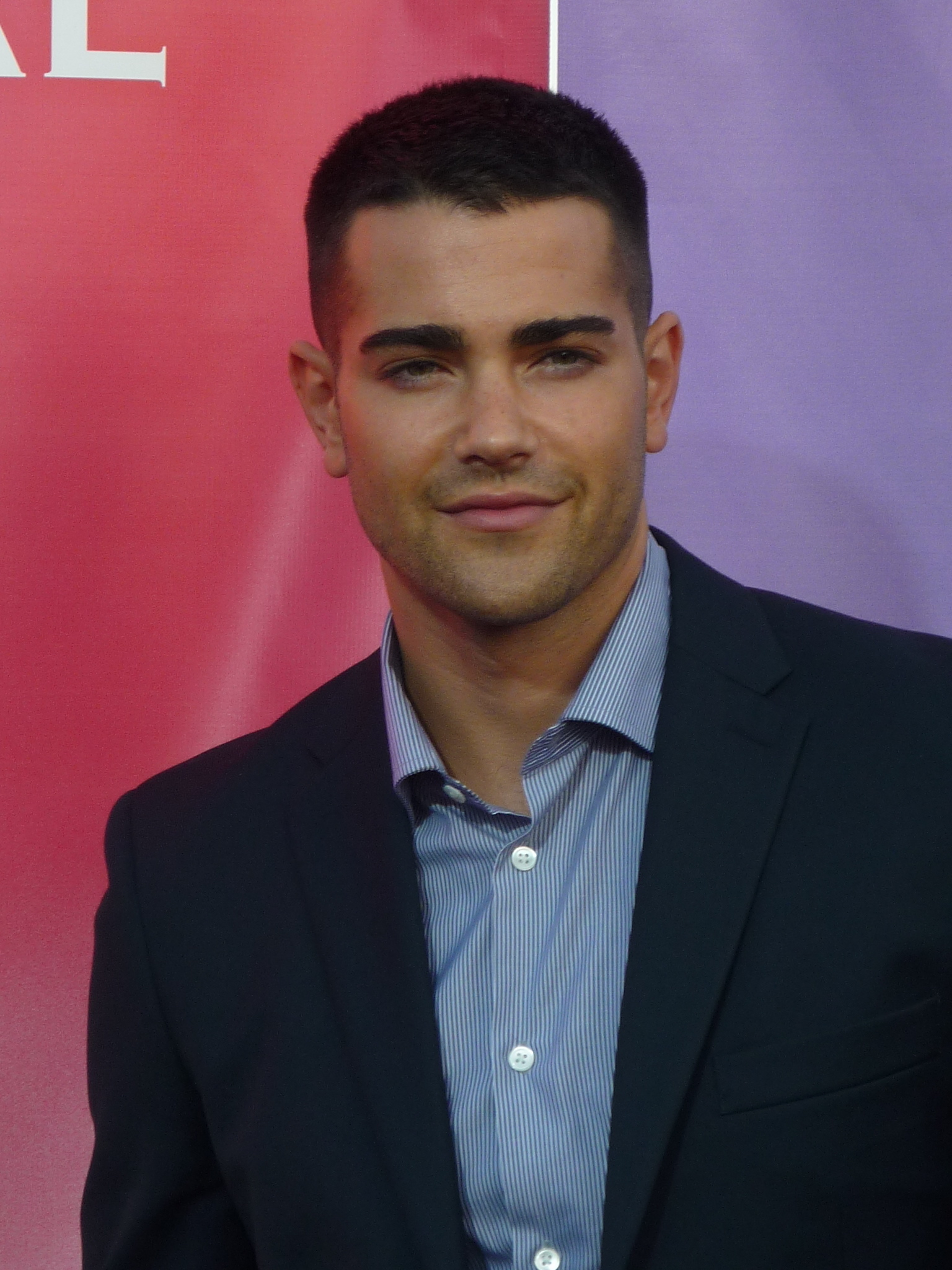
Jesse Metcalfe (2010)

Jesse Metcalfe (* 9. Dezember 1978 in Waterford, Connecticut) ist ein US-amerikanischer Schauspieler.

## Karriere
Metcalfe studierte an der Filmhochschule der New York University. Bekannt wurde er in den Vereinigten Staaten, als er von 1999 bis 2004 eine Rolle in der Seifenoper Passions übernahm.
Ende 2004 und Anfang 2005 war er in Gastauftritten in der Serie Smallville zu sehen. Ende 2004 wurde er in der Rolle des Gärtners John Rowland in der erfolgreichen Serie Desperate Housewives international bekannt. 2010 stand er neben Bill Moseley und Erika Christensen in Robert Liebermans Horror-Thriller The Tortured vor der Kamera.
Des Weiteren spielte er im Musikvideo Let Me Go von 3 Doors Down und auch 2006 in der Komödie Rache ist sexy (engl. Originaltitel: John Tucker Must Die) mit. Im November 2008 stürzte er von einem Balkon, zog sich dabei jedoch keine größeren Verletzungen zu.
Nach einer Hauptrolle in der kurzlebigen Krimiserie Chase spielte Metcalfe von 2012 bis 2014 eine Hauptrolle in der gleichnamigen Fortsetzung der in den 1980er Jahren mit großem Erfolg gelaufenen Fernsehserie Dallas. Er verkörperte dort die Figur des Christopher Ewing, dem Adoptivsohn von Bobby und Pamela Ewing. Seit 2016 spielt er in der Serie Chesapeake Shores mit.
Seine deutsche Synchronstimme stammt zumeist von Nico Mamone (Desperate Housewives) und Alex Turrek (Jeff-Jackson-Filme).

## Filmografie (Auswahl)
- 1999–2004: Passions (Fernsehserie, 85 Episoden)
- 2003: 44 Minutes: The North Hollywood Shoot-Out (Fernsehfilm)
- 2003–2004: Smallville (Fernsehserie, 2 Episoden)
- 2004–2009: Desperate Housewives (Fernsehserie, 30 Episoden)
- 2006: Rache ist sexy (John Tucker Must Die)
- 2008: Loaded
- 2008: Insanitarium
- 2008: Bei Anruf Liebe – The Other End Of The Line (The Other End of the Line)
- 2009: Gegen jeden Zweifel (Beyond a Reasonable Doubt)
- 2010: Fairfield Road – Straße ins Glück (Fairfield Road, Fernsehfilm)
- 2010: The Tortured – Das Gesetz der Vergeltung (The Tortured)
- 2010–2011: Chase (Fernsehserie, 18 Episoden)
- 2012–2014: Dallas (Fernsehserie, 40 Episoden)
- 2014: 2 Broke Girls (Fernsehserie, Episode 4x02)
- 2015: A Country Wedding (Fernsehfilm)
- 2015: Dead Rising: Watchtower
- 2016: Gott ist nicht tot 2 (God’s Not Dead 2)
- 2016–2021: Chesapeake Shores (Fernsehserie, 37 Episoden)
- 2016: Dead Rising: Endgame
- 2016: Destined
- 2017: Christmas Next Door (Fernsehfilm)
- 2018: Escape Plan 2: Hades
- 2018: The Ninth Passenger
- 2019: Christmas Under the Stars (Fernsehfilm)
- 2020: Jeff Jackson – Mord an der Küste (A Beautiful Place to Die, Fernsehfilm)
- 2020: Jeff Jackson – Der Fluch der Smaragdbrosche (Riddled with Deceit, Fernsehfilm)
- 2020: Hard Kill
- 2021: Jeff Jackson – Mord ist kein Kunststück (Ships in the Night, Fernsehfilm)
- 2021: Jeff Jackson – Süß ist der Tod (Poisoned in Paradise, Fernsehfilm)
- 2021: Fortress – Stunde der Abrechnung (Fortress)
- 2022: Fortress: Sniper’s Eye
- 2023: On a Wing and a Prayer – Gefahr am Horizont (On a Wing and a Prayer)
- 2023: V.C. Andrews’ Dawn (Miniserie, 4 Episoden)

## Auszeichnungen und Nominierungen
- 2000: Nominierung für den Soap Opera Digest Award in der Kategorie Favourite Teen Star für Passions
- 2005: Auszeichnung mit dem Screen Actors Guild Award in der Kategorie Bestes Schauspielensemble in einer Fernsehserie – Komödie für Desperate Housewives
- 2005: Auszeichnung mit dem Teen Choice Award in der Kategorie Choice TV Breakout Performance – Male für Desperate Housewives
- 2005: Nominierung für den Teen Choice Award in der Kategorie Choice TV Actor: Comedy für Desperate Housewives